# Les Jeunes Dragons
Pour plus de détails, voir Fiche technique et Distribution.
Les Jeunes Dragons (铁汉柔情, Tie han rou qing) est un film hongkongais réalisé par John Woo et sorti en 1974. C'est le premier long métrage du réalisateur.

## Synopsis
Jian, un chef de gang présomptueux tirant ostensiblement sur son fume-cigarette pour se donner une contenance, commet l'erreur de se mêler des affaires du puissant maître Long, un notable. Il croise le chemin d'un commissaire arrivé de Shanghai pour raisons professionnelles et personnelles, avec lequel il ne tarde pas à se lier d'amitié virile. Leurs démêlés avec les collaborateurs de maître Long les entraîneront, ainsi que leurs proches, dans une spirale de violence qui ne connaîtra de dénouement qu'après la distribution massive de coups de poing et de pied.

## Fiche technique
Sauf indication contraire, les informations mentionnées dans cette section peuvent être confirmées par la base de données cinématographiques IMDb,  présente dans la section « Liens externes ».
- Titre français : Les Jeunes Dragons
- Titre original anglophone : The Young Dragons
- Titre original sinophone : 铁汉柔情, Tie han rou qing
- Réalisation : Wu Yu-sheng (John Woo)
- Scénario : Ni Kuan, John Woo
- Musique : Li Yi-chi
- Directeur de la photographie : Chun Liu
- Combats : Chen Yuan-lung (Jackie Chan), Chen Chuan
- Production : Raymond Chow
- Société de production : Golden Harvest
- Pays de production :  Hong Kong
- Format : Couleurs - 2,35:1 - Mono - 35 mm
- Langue originale : mandarin
- Genre : kung-fu, action
- Durée : 95 minutes
- Dates de sortie[3] :
  - Japon : 25 juillet 1974
  - Hong Kong : 12 septembre 1975

## Distribution
(par ordre d'apparition au générique)
- Hu Chin : Rouge-Fard, une prostituée de haut vol
- Tien Ni : Yue Feng, une jeune fille de bonne famille
- Yu Yang : Jian, un chef de gang, client habitué de Rouge-Fard
- Cheng Lei : un collaborateur peu efficient de maître Long
- Liu Chiang : Fan Ming, un fonctionnaire gouvernemental, fiancé de Yue Feng
- Chiang Nan : maitre Long, un investisseur prospère
- Feng Ko-an
- Shih Tien : un client de Rouge-Fard atteint d'éjaculation précoce
- Li feng
- Wu Ming-tsai : Filou, un sbire de Jian
- Ho Guang-min
- John Woo : un messager de Fan Ming (caméo, non crédité)

## Production
Après avoir quitté la Shaw Brothers, John Woo avait tourné le film en 1973, dans le cadre d'une production indépendante, en tant que coréalisateur avec son ami Peter Wong. Baptisé Farewell Buddy, le film fut refusé par la censure en raison de sa violence et ne put pas sortir. La Golden Harvest y voyant du potentiel le racheta, fit retourner des séquences, et le sortit par la suite sous un autre nom, en ne créditant que Woo.
Le tournage a lieu à Hong Kong.